# IC 1191
IC 1191  ist ein Galaxienpaar, wobei im Vordergrund eine Spiralgalaxie vom Hubble-Typ S? im Sternbild Herkules am Nordsternhimmel und als Seyfert-2-Galaxie klassifiziert ist. Es gehört zum Herkules-Galaxienhaufen und ist schätzungsweise 524 Mio. Lichtjahre von der Milchstraße entfernt.
Entdeckt wurde das Objekt am 7. Juni 1888 von Lewis Swift.